# 尊賞法親王
尊賞法親王（1700年1月11日—1746年11月21日），俗名庶賢，幼名多喜宮，是日本江戶時代前期、中期的法親王，生父母是靈元天皇及藤式部局，東山天皇、有栖川宮職仁親王和作宮的異母兄弟。

## 履歷
寶永五年十一月（1709年）庶賢入寺一乘院，次年（寶永六年、1709年）三月接受親王宣下，同年四月出家，法號尊昭，後來改名尊賞。享保四年（1719年）五月敘二品，到延享三年（1746年）十月逝世，葬在和州菅原。